# Эмилия Помар де Соуза Машаду
Эмилия Помар де Соуза Машаду (порт. Emília Pomar de Sousa Machado; 1 июля 1857, Касильяш, — 15 ноября, 1944, Лиссабон) — португальская писательница и поэтесса.
Дочь Хулио Помара, купца галисийского происхождения, имевшего нефтяной склад в Касильяше. Эмилия Помар знала итальянский, французский, испанский и латинский языки. Перевела с французского роман «Преступление Джона Мэлори» автора Эрнесто Дуде, который был опубликован в газете «O Sul do Tejo» в 1885 году. В стихотворении «Игната Алмада» описала блокаду Лиссабона (1384). Была сотрудником журнала «Свет и милосердие» в Браге около трех десятилетий.

## Работы
- «Грешница»